# Доук, Бен
Бен До́ук (англ. Ben Doak; 11 ноября 2005, Эдинбург) — шотландский футболист, крайний защитник и вингер клуба «Борнмут».

## Клубная карьера
Воспитанник футбольной академии «Селтика». В основном составе дебютировал 29 января 2022 года в матче шотландского Премьершипа против «Данди Юнайтед».
В марте 2022 года перешёл в английский клуб «Ливерпуль». В основном составе дебютировал 9 ноября 2022 года в матче Кубка Английской футбольной лиги против «Дерби Каунти».

## Карьера в сборной
Выступал за сборные Шотландии до 16, до 17 лет и до 21 года.
5 сентября 2024 года дебютировал за главную сборную Шотландии в матче против сборной Польши.